# Etażerka
Etażerka (z franc. étagère, od étage – piętro) – lekki, otwarty mebel stojący na podłodze, składający się z kilku półek, umieszczonych jedna nad drugą. Pojawił się w końcu XVIII wieku we Francji wraz z rozwojem czytelnictwa i nasilającą się modą na kolekcjonowanie drobnych przedmiotów.

W języku polskim rozróżnia się etażerkę i regał. W języku francuskim étagère to etażerka, ale także regał.